# Polycyrtus quadrisulcatus
Polycyrtus quadrisulcatus är en stekelart som beskrevs av Maximilian Spinola 1840. Polycyrtus quadrisulcatus ingår i släktet Polycyrtus och familjen brokparasitsteklar. Inga underarter finns listade i Catalogue of Life.